# Nikolay Leontiev
Nikolay Stepanovich Leontiev, Conde de Abai (en ruso: Никола́й Степа́нович Леонтьев, 26 de octubre de 1862 - † París, Francia, 1910) fue un oficial y consejero militar, geógrafo, escritor y explorador ruso. Primer Conde del Imperio Etíope y veterano de la primera guerra ítalo-etíope, del Levantamiento de los bóxers y de la guerra ruso-japonesa.

## Biografía

### Primeros años
Leontiev nació en una familia noble de la provincia de Jersón. Estudió en la escuela militar de caballería de Nikolaev y luego sirvió en el regimiento de la Guardia Leib. En 1891 se convirtió en yesaúl de una fuerza de reserva militar del regimiento Umansk del ejército cosaco de Kubán.

### Expedición a Etiopía
Al igual que Mashkov y Ashinov, Leontiev había soñado con ir a Etiopía y durante muchos años recopiló información sobre este país, hasta que pudo ir en un viaje de investigación. Científicos famosos, la Academia de Ciencias Rusa y la Sociedad Geográfica Rusa se interesaron mucho en este programa. Pero la tarea principal de la expedición Leontiev fue establecer relaciones amistosas entre Rusia y Etiopía.
Leontiev fue el jefe de una expedición rusa de once hombres; el stabskapitan Zviagin era su suplente. El encuentro entre Leontiev y el emperador etíope Menelik II sentó las bases de su mutua amistad. Cuando Leontiev decidió volver a casa, Menelik II envió su primera misión diplomática a Rusia con él y, al hacerlo, derogó un acuerdo con Italia que prohibía tales misiones diplomáticas.

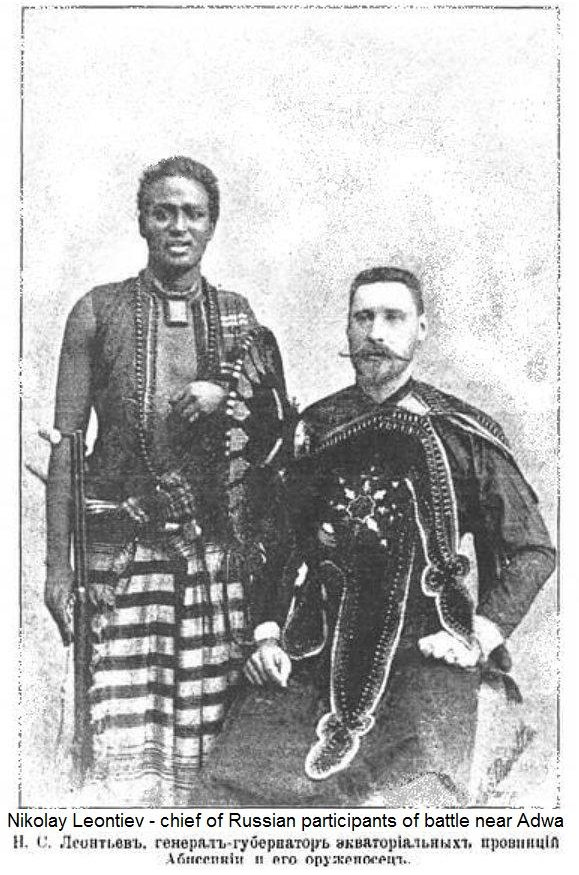
Leontiev en Etiopía

### Primera guerra ítalo-etíope
Menelik II invitó a Leontiev a regresar a Etiopía con una misión militar rusa. En 1895, Leontiev organizó una entrega de armas rusas para Etiopía: 30.000 rifles, 5.000.000 de cartuchos, 5.000 sables y algunos cañones. La presencia de los asesores rusos en la Batalla de Adua ayudó a los etíopes a lograr la victoria en la primera guerra ítalo-etíope. El asesor ruso Leonid Artamonov escribió que la artillería etíope estaba compuesta por 42 cañones de montaña rusos apoyados por un equipo de quince asesores.
Como se describe en el libro de Alexander Bulatovich, durante su maratón de mensajería para la llegada a Etiopía, tan espectacularmente vistoso en razón de la velocidad récord con el uso del camello, Leontiev se encontró con él para darle ayuda.
Leontiev regresó a San Petersburgo y luego visitó Italia y Turquía. En el verano de 1897, el Conde Abai fue nombrado gobernador general de las provincias ecuatoriales de Etiopía.
De acuerdo con la orden del emperador de Etiopía, Nikolay Leontiev organizó directamente una de las expediciones militares del ejército etíope a la región del lago Rodolfo. Varios oficiales-voluntarios rusos participaron en esta expedición: Shedevr, Babichev, Agapov, Adzeiv, Petrov, entre otros. Una brigada tenía más de 2000 soldados etíopes, pero los cosacos eran los más exóticos de todos. Una brigada perdió 216 hombres, entre muertos y heridos; Shedevr resultó herido y el cosaco Gogasov falleció. El Conde Abai pudo informar solemnemente al emperador Menelik II, cómo el joven Shedevr izó solemnemente la bandera de Etiopía sobre una de las orillas del lago Rudolf.
El emperador de Etiopía introdujo el título de Conde, que nunca antes había existido en su país. Nikolay Leontiev recibió un documento oficial que lo declaraba Conde Abai.
Leontiev organizó el primer batallón moderno del ejército regular etíope y se lo presentó a Menelik II en febrero de 1899. El núcleo de este batallón fue una compañía de voluntarios de ex tiradores de Senegal, que eligió e invitó de África Occidental, con la formación de ficiales rusos y franceses. La primera orquesta militar etíope se organizó al mismo tiempo. Leontiev estaba en Pekín con el contingente ruso en 1900 durante el Levantamiento de los Bóxers. Una herida le obligó a abandonar Etiopía. Más tarde, participó en la guerra ruso-japonesa.

### Muerte
Leontiev murió en París en 1910, pero su cuerpo está enterrado en San Petersburgo.

## Reconocimientos
- Orden de San Vladimiro.
- Estrella Etíope de primer grado.
- Cruz de San Jorge.
- Gran Cordón de la Orden del Sello de Salomón.